# Fred Sym
Fred Sym, właśc. Alfred Antoni Aleksander Sym (ur. 8 maja 1894 w Innsbrucku, zm. 14 sierpnia 1973
tamże) – polsko-austriacki muzyk, kompozytor i aktor.

## Biografia
Był synem polskiego leśnika Antoniego Syma i Austriaczki Julianny Anny z Seppich. Miał dwóch braci Ernesta (1893-1950) i Karola (1896–1941). Starszy z braci był biochemikiem, podczas II wojny światowej należał do Związku Walki Zbrojnej, a następnie Armii Krajowej, dla której produkował materiały wybuchowe. Młodszy, znany jako Igo Sym, był aktorem polskiego, austriackiego i niemieckiego kina, a w czasie okupacji współpracownikiem gestapo i wywiadu niemieckiego. Igo został zastrzelony w 1941 r. za kolaborację z nazistami.
W czasie I wojny światowej Alfred był żołnierzem I Brygady Legionów Polskich, a następnie uczestnikiem obrony Lwowa (1918), wojny polsko-ukraińskiej (1919) i wojny polsko-sowieckiej (1920). 
W 1921 r. ukończył Konserwatorium Lwowskie. W 1928 r. zagrał w filmie Janusza Stara Przeznaczenie, na podstawie powieści Leo Belmonta pod tym samym tytułem, wcielając się w rolę głównego bohatera, Zbyszka Mirskiego.
W 1932 ponownie wstąpił w szeregi Wojska Polskiego. Na stopień podporucznika rezerwy został mianowany ze starszeństwem z 1 lipca 1937 i 14. lokatą w korpusie oficerów piechoty. Później, w tym samym stopniu, starszeństwie i lokatą, został przemianowany na oficera służby stałej i przeniesiony do korpusu oficerów administracji, grupa kapelmistrzów. Od 1937 był kapelmistrzem orkiestry. W marcu 1939 pełnił służbę w 32 Pułku Piechoty w Modlinie na stanowisku kapelmistrza.
Wziął udział w kampanii wrześniowej w 1939. Potem do marca 1941 r. przebywał w niewoli niemieckiej, z której uwolniono go na skutek interwencji brata Igona Syma.
Po wojnie mieszkał w Austrii, gdzie zdobył sławę jako kompozytor muzyki poważnej.

## Ordery i odznaczenia
- Krzyż Niepodległości – 20 grudnia 1932 „za pracę w dziele odzyskania niepodległości”[17]

## Filmografia
- 1928: Przeznaczenie – jako Zbyszek Mirski